# CiNii
CiNii(사이니, Citation Information by NII)는 일본 국립 정보학 연구소에서 운영하는 학술 논문이나 도서, 잡지 등의 학술정보 데이터베이스이다.